# Schwentine
Schwentine je řeka v severním Německu, dlouhá 68 km. Pramení nedaleko Kasseedorfu na svahu Bungsbergu, nejvyššího vrcholu spolkové země Šlesvicko-Holštýnsko, protéká přes Eutin, Malente, Plön a Preetz a v Kielu se vlévá do Baltského moře.
Název řeky pochází ze slovanského výrazu Sventana (svatá); ve středověku tvořila přírodní hranici mezi slovanským a germánským osídlením, v roce 798 se zde konala bitva u Bornhövedu, v níž obodritský kníže Drožko porazil Sasy.
Řeka protéká šestnácti jezery, největším je Großer Plöner See s rozlohou 28 km². V roce 1908 byla u Klausdorfu vybudována přehrada Rosensee, využívaná k zásobování Kielu elektrickou energií a pitnou vodou. Nejvýznamnějším přítokem je Spolsau. Oblast okolo estuáru Schwentine je hustě obydlená a patří k hospodářským centrům Šlesvicka-Holštýnska.
Řeka je hojně využívána rekreačními vodáky. Staré rameno u Schwentinentalu bylo v roce 1984 vyhlášeno přírodní rezervací o rozloze devatenácti hektarů.